# Краун-Хайтс — Ютика-авеню (линия Истерн-Паркуэй, Ай-ар-ти)
| Верхний ярус                |
| \| э \| \| \| \| \| \| л \| |
| э                           |
|                             |
|                             |
| л                           |

| э |
|   |
|   |
| л |

| Нижний ярус                 |
| \| э \| \| \| \| \| \| л \| |
| э                           |
|                             |
|                             |
| л                           |

| э |
|   |
|   |
| л |

| Верхний ярус                |
| \| э \| \| \| \| \| \| л \| |
| э                           |
|                             |
|                             |
| л                           |

| э |
|   |
|   |
| л |

| Нижний ярус                 |
| \| э \| \| \| \| \| \| л \| |
| э                           |
|                             |
|                             |
| л                           |

| э |
|   |
|   |
| л |

«Краун-Хайтс — Ютика-авеню» (англ. Crown Heights–Utica Avenue) — станция Нью-Йоркского метрополитена, расположенная на линии Истерн-Паркуэй, Ай-ар-ти. Станция находится в Бруклине, в округе Краун Хайтс, на пересечении Ютика-авеню и Истерн-Паркуэя. На станции останавливаются маршруты: 2 (часть рейсов в часы пик в пиковом направлении), 3 (круглосуточно, кроме ночи), 4 (круглосуточно) и 5 (часть рейсов в часы пик в пиковом направлении). Станция является южной конечной для маршрутов 4 (круглосуточно, кроме ночи) и 5 (часть рейсов в часы пик в пиковом направлении). Экспресс-пути используются маршрутами 4 (круглосуточно, кроме ночи) и 5 (часть рейсов в часы пик в пиковом направлении). Локальные пути используются маршрутами: 2 (часть рейсов в часы пик в пиковом направлении), 3 (круглосуточно, кроме ночи) и 4 (ночью).
Станция является двухуровневой: каждый уровень имеет по два пути и по одной островной платформе. На верхнем уровне идут поезда в направлении Нью-Лотс-авеню, на нижнем — в сторону Манхэттена.
К востоку от станции (с точки зрения железнодорожных направлений здесь это юг) два южных пути на обоих уровнях (локальные) продолжаются дальше, а два северных (экспресс-пути) заканчиваются тупиками. Кроме того, имеется пятый путь, проходящий между всеми четырьмя, соединённый с ними всеми и служащий для оборота поездов (маршруты 4 круглосуточно, кроме ночи, и 5 часть рейсов в часы пик в пиковом направлении).